# Digitaria lanuginosa
Digitaria lanuginosa là một loài thực vật có hoa trong họ Hòa thảo. Loài này được (Nees) Henrard mô tả khoa học đầu tiên năm 1930.